# Лаго Росо (Салерно)
Лаго Росо је насеље у Италији у округу Салерно, региону Кампанија.
Према процени из 2011. у насељу је живело 38 становника. Насеље се налази на надморској висини од 177 м.